# Serhij Koridze
Serhij Hiwiwycz Koridze, ukr. Сергій Гівівич Корідзе (ur. 6 grudnia 1975 w Odessie) – ukraiński piłkarz i futsalowiec, grający na pozycji napastnika, wielokrotny reprezentant Ukrainy.

## Kariera piłkarska

### Kariera klubowa
Wychowanek Czornomorca Odessa, w barwach drugiej drużyny którego w 1992 roku rozpoczął karierę piłkarską. Najpierw występował na pozycji obrońcy. Na początku 1994 wyjechał do Rosji, gdzie podpisał kontrakt z klubem Anży Machaczkała. W październiku 1994 powrócił do Odessy, gdzie do końca roku grał w amatorskim zespole Torpedo Odessa. W 1995 roku przeniósł się do halowej piłki nożnej, akceptując ofertę Łokomotywu Odessa. W składzie drużyny kolejarzy, stał się trzykrotnym mistrzem Ukrainy w futsalu i dwa razy zdobył Puchar Ukrainy halowej piłki nożnej. W 1998 został zaproszony do Interkasu Kijów, z którym dwukrotnie zdobył mistrzostwo kraju, a raz - Puchar. Również trzykrotnie został najlepszym strzelcem mistrzostw Ukrainy. Wiosną 2001 zasilił skład rosyjskiej Diny Moskwa, w której wkrótce został liderem drużyny. W 2004 przeszedł do Spartaka Szczełkowo. Po trzech i pół sezonu w 2008 roku Koridze przeniósł się do klubu TTG-Jugra Jugorsk. W czerwcu 2011 został piłkarzem beniaminka rosyjskiej Superligi klubu KPRF Moskwa, w którym występował do końca 2011.

### Kariera reprezentacyjna
Występował w reprezentacji Ukrainy, w której rozegrał 57 meczów i strzelił 65 goli, co jest najlepszym wynikiem spośród wszystkich strzelców reprezentacji.

## Sukcesy i odznaczenia

### Sukcesy klubowe
- brązowy medalista Klubowych Mistrzostw Europy: 1997
- mistrz Ukrainy: 1996, 1997, 1998, 1999, 2000
- wicemistrz Rosji: 2004
- zdobywca Pucharu Ukrainy: 1997, 1998, 2001
- zdobywca Pucharu Rosji: 2005

### Sukcesy reprezentacyjne
- wicemistrz Europy: 2001, 2003

### Sukcesy indywidualne
- król strzelców Mistrzostw Europy: 2001, 2003
- najlepszy strzelec reprezentacji Ukrainy w futsalu: 65 goli
- król strzelców Mistrzostw Ukrainy (3):
- król strzelców Mistrzostw Rosji: 2004
- najlepszy napastnik Rosyjskiej Superligi Futsalu (2): 2002, 2003
- członek Klubu Strzelców 250 Konstantina Jeriomienki

### Odznaczenia
- Honorowa Odznaka Asocjacji Futsalu w obwodzie odeskim
- członek Klubu Ołeksandra Jacenki: 400 goli